# Literary links of Matica srpska
Literary links of Matica srpska је часопис Матице српске за представљање српске књижевности и културе на енглеском језику, с циљем да популарише српску књижевност и да је прикаже као богат и пажње вредан корпус дела и стваралаца. Први број је изашао 2017. године.

## O часопису
је часопис Матице српске на енглеском језику. Вредна дела српске књижевности треба што разноврсније приказати, а при том ваља препознавати посебне типове иностраних читалаца којима се часопис обраћа као својој циљној групи. Таквим читаоцима и њиховим очекивањима не би требало „подилазити“ него са њима остварити истински креативни дијалог, заснован на снажном критичком дискурсу. Према томе, у првом плану овог часописа стављена је способност сагледавања разноврсности српске књижевности, специфичности појединих поетика и културних кодова, њихова вредносна раслојеност, те генерацијски и регионални распони који се својим богатством разлика срећно интегришу унутар целине српске књижевности.

## Историјат
Часопис је покренут 2017. године.

## Периодичност излажења
Часопис излази једном годишње.

## Уредници
- Драган Станић (2017—)

## Аутори прилога
У сваком броју има двадесетак различитих аутора. Иако је по својој основној вокацији претежно књижевног карактера, часопис третира и општа питања историје, језика, књижевне науке и сродних дисциплина. Према томе, аутори прилога су еминентни стручњаци из ових области. С друге стране, часопис пружа шансу и младим ауторима, који својим бројним прилозима из наведених области први пут закорачују у свет науке, књижевности, културе и уметности.

## Теме
Слично концепцији Летописа Матице српске, најстаријег европског живог књижевног часописа који је покренут још 1824. године, овај часопис има рубрику Поезија и проза (енг.Poetry and Fiction), где су, својим текстовима, приказани водећи српски песници, приповедачи и романсијери. У Огледима (енг. Essays) бирају се текстови који исказују спремност да се суоче са отвореним питањима и са специфичностима српске културе, али и са теоријски и методолошки иновативним приступима српској књижевности и култури. У рубрици Сведочанства (енг. Testimonies) изложени су разноврсни текстови који указују на специфичности функционисања српске књижевности у социјалном и културном контексту. Осим тога, кратким и прецизним текстовима у рубрици Критике (енг. Review) приказује се десетак књига које би, у оквиру годишње продукције, било важно препоручити иностраном читаоцу.

## Електронски облик часописа
Часопис је доступан и у електронској форми у отвореном приступу.